# Freddy Adu
Fredua Koranteng Adu (Tema, 2 juni 1989) is een Amerikaans-Ghanese voetballer die als aanvaller speelt.
Adu maakte in april 2004 op veertienjarige leeftijd zijn profdebuut voor DC United in de hoogste Amerikaanse competitie, de Major League Soccer. Hij werd daarop een hype in de Verenigde Staten, waar hij benoemd werd tot de nieuwe Pelé.

## Clubcarrière

### DC United
Adu emigreerde in 1998 op achtjarige leeftijd naar de Verenigde Staten. Sinds februari 2003 bezit hij de Amerikaanse nationaliteit. Een maand na zijn naturalisatie debuteerde hij voor een Amerikaans jeugdelftal. Op de jeugdtoernooien waarop hij uitkwam, wekte hij op twaalfjarige leeftijd de aandacht van onder meer de Italiaanse club Internazionale. Ook Chelsea, Manchester United, FC Barcelona én PSV toonden interesse, maar de linkspoot besloot in de VS te blijven. Hij wilde dichtbij zijn familie blijven wonen en kon zo werken aan zijn carrière. In Europa zou hij waarschijnlijk nog niet erg vaak op het hoogste niveau meespelen, wat hij in Amerika wel kon.
Zaterdag 3 april 2004 begon de veertienjarige Adu in het eigen RFK Stadium tegen toenmalig regerend landskampioen San Jose Earthquakes op de bank, tot hij in de 61ste minuut mocht invallen. Bij een 2-1-voorsprong juichten 24.603 toeschouwers hem toe. Ondanks dat hij tijdens deze wedstrijd niet erg opviel, had Adu niet veel later al een megacontract getekend bij sponsor Nike, daarmee was hij de jongste voetballer ooit met een Nike-contract (zijn voorganger was Park Chu-young) en werd hij in de markt gezet als "De nieuwe Pelé" als uithangbord voor het Amerikaanse voetbal. Al die aandacht rond de speler kwam Adu's spel niet ten goede; op het WK onder 20 in 2005 kon hij zijn reputatie totaal niet waarmaken. Hij miste twee strafschoppen en liet maar zelden zien welk uitzonderlijk talent hij bezat.
In januari 2006 werd Adu uitgenodigd door de Amerikaanse bondscoach Bruce Arena, om zich te voegen bij de selectie van het Amerikaans voetbalelftal. Op 22 januari 2006 maakte Adu zijn debuut in de vriendschappelijke wedstrijd tegen Canada, als vervanger van Eddie Johnson die in de 81ste minuut wegens een blessure het veld moest verlaten.
In november 2006 werkte Adu een stage af bij het Engelse Manchester United, maar zijn toenmalige coach (Piotr Nowak) bij DC United en ook de technische directeur (Dave Kasper) waren van mening dat Adu beter zijn Europese carrière in Nederland bij Ajax of PSV zou kunnen beginnen vanwege het feit dat deze jeugdopleidingen als zeer goed beschouwd werden en de clubs bekendstonden om het goede omgaan van jeugdige spelers en het uitgroeien daarvan.

### Real Salt Lake
Op 11 december 2006 werd bekend dat Adu vertrok bij DC United. Hij ruilde samen met Nick Rimando van club met keeper Jay Nolly van Real Salt Lake. Adu was als middenvelder niet gelukkig in Washington DC. Bij Real Salt Lake zou hij op 'nummer 10' gaan spelen (als aanvallende middenvelder achter de spitsen).
Adu was de aanvoerder van Team USA onder-20 in de kwalificatiereeks voor het FIFA WK onder-20 2007. Het team kwalificeerde zich voor de eindronde, waar het in een poule met Brazilië, Polen en Zuid-Korea terechtkwam. Adu scoorde een hattrick in de 6-1-overwinning op Polen, waarmee hij de eerste speler werd die zowel op een onder-17 als op een onder-20 wereldbeker een hattrick scoorde. Vervolgens gaf Adu twee assists in de 2-1-overwinning op Brazilië, allebei op Jozy Altidore. Vooral de tweede assist zorgde voor veel aanzien. Adu, gedreven in de cornerhoek door twee Brazilianen, deed een straattruc en passeerde twee Brazilianen om vervolgens de voorzet te geven op Altidore, die binnenkopte. Team USA zou uiteindelijk de kwartfinales bereiken, waarin het zou verliezen na verlengingen van Oostenrijk.

### SL Benfica
Op 30 juli 2007 maakte Adu de overstap naar Europa. Hij tekende bij Benfica een contract voor vijf jaar. Benfica betaalde 1,3 miljoen aan de MLS voor Adu. Sinds zijn komst naar Benfica speelde Adu elf wedstrijden waarin hij twee keer het net vond. Hij begon nooit als basisspeler. Omdat Adu geen basisplaats kon veroveren werd hij achtereenvolgens uitgeleend aan diverse clubs.

### Verhuur aan AS Monaco
In juli 2008 werd Adu verhuurd aan AS Monaco, destijds actief in de Ligue 1. Deze club lichtte de optie tot koop aan het einde van seizoen echter niet.

### Verhuur aan CF Belenenses
Gedurende het seizoen 2009/10 werd Adu verhuurd aan CF Belenenses uit Portugal, hier maakte hij op 13 oktober zijn debuut tegen CD Nacional (1-0 verlies). Adu raakte echter geblesseerd voor de rust en werd gewisseld. In december keerde Adu daardoor alweer terug naar SL Benfica.

### Verhuur aan Aris Saloniki
Adu vertrok in januari 2010 voor een jaar naar Aris Saloniki, op huurbasis. Hier speelde destijds ook Eddie Johnson, Adu kreeg rugnummer 11 toegewezen en maakte zijn debuut 31 januari. Op 14 februari scoorde Adu zijn eerste goal tegen Ergotelis FC.

### Verhuur aan Rizespor
Op 1 februari 2011 vertrok Adu opnieuw bij Benfica. Hij vertrok naar het Rizespor, actief op het tweede niveau (TFF 1. Lig) in Turkije. Hier kwam hij tot vier doelpunten in elf duels.

### Philadelphia Union
Medio november 2011 keerde hij terug naar de Verenigde Staten waar hij een contract tekende bij Philadelphia Union. Hier speelde hij 35 wedstrijden en wist hierin tot zeven doelpunten te komen.

### Verhuur aan EC Bahia
Op 5 april 2013 werd Adu onderdeel van een deal tussen Philadelphia Union en EC Bahia, hij vertrekt voor een jaar op huurbasis naar de Braziliaanse club. José Kléberson doet het tegenovergestelde.

### Stabaek
Op 23 juni 2014 voegde Adu zich bij de huidige nummer tien Stabæk Fotball dat uitkomt in de Noorse competitie. Stabaek wordt gecoacht door Bob Bradley, de vader van Michael Bradley en voormalig bondscoach van de Verenigde Staten. Hij kent Adu goed en liet de aanvaller in het verleden meermaals meedoen als Amerikaans international. Hij was lange tijd clubloos en speelde onder meer op proef bij AZ.

### Kuopion Palloseura
Op 28 maart 2015 tekende Adu een eenjarig contract bij de Finse club Kuopion Palloseura, ook wel bekend als KuPS. Na de medische keuring voegde hij zich, voor het begin van de competitie op 12 april, bij het team dat in de Veikkausliiga speelt. Hij kwam tot vijf wedstrijden en speelde ook in de Finse derde klasse voor satellietteam KuFu-98 voor zijn contract per 1 juli 2015 ontbonden werd.

### Tampa Bay Rowdies
Adu vond op 15 juli 2015 onderdak bij Tampa Bay Rowdies. In 2016 verliet hij de club.

### Las Vegas Lights
In januari 2018 leek Adu zijn loopbaan in Zweden te vervolgen bij Oskarshamns AIK dat uitkomt in de Division 1 Division 1 Södra (derde niveau). Na een proefperiode tekende hij in maart 2018 een contract bij de Las Vegas Lights dat debuteert in de USL.

### Österlen FF
In oktober 2020 werd bekend dat Adu voor het seizoen 2021 bij het Zweedse Österlen FF aansloot dat net gepromoveerd was naar de Ettan. Op 16 februari 2021 werd zijn contract ontbonden. In de voorbereiding op het seizoen 2021 bleek Adu geheel niet fit.

## Clubstatistieken
| Seizoen     | Club               | Competitie          | Competitie | Competitie | Competitie | Beker | Beker | Beker | Internationaal | Internationaal | Internationaal | Totaal | Totaal | Totaal |
| Seizoen     | Club               | Competitie          | Wed.       | Dlp.       | Ass.       | Wed.  | Dlp.  | Ass.  | Wed.           | Dlp.           | Ass.           | Wed.   | Dlp.   | Ass.   |
| ----------- | ------------------ | ------------------- | ---------- | ---------- | ---------- | ----- | ----- | ----- | -------------- | -------------- | -------------- | ------ | ------ | ------ |
| 2004        | DC United          | Major League Soccer | 33         | 5          | 1          | 0     | 0     | 0     | —              | —              | —              | 33     | 5      | 1      |
| 2005        | DC United          | Major League Soccer | 26         | 4          | 3          | 0     | 0     | 0     | —              | —              | —              | 26     | 4      | 3      |
| 2006        | DC United          | Major League Soccer | 35         | 2          | 4          | 0     | 0     | 0     | —              | —              | —              | 35     | 2      | 4      |
| Club Totaal | Club Totaal        | Club Totaal         | 94         | 11         | 8          | 0     | 0     | 0     | 0              | 0              | 0              | 94     | 11     | 8      |
| 2007        | Real Salt Lake     | Major League Soccer | 11         | 1          | 2          | 0     | 0     | 0     | —              | —              | —              | 11     | 1      | 2      |
| Club Totaal | Club Totaal        | Club Totaal         | 11         | 1          | 2          | 0     | 0     | 0     | 0              | 0              | 0              | 11     | 1      | 2      |
| 2007/08     | SL Benfica         | SuperLiga           | 11         | 2          | 0          | 2     | 2     | 0     | 4              | 0              | 0              | 17     | 4      | 0      |
| Club Totaal | Club Totaal        | Club Totaal         | 11         | 2          | 0          | 2     | 2     | 0     | 4              | 0              | 0              | 17     | 4      | 0      |
| 2008/09     | → AS Monaco        | Ligue 1             | 9          | 0          | 0          | 1     | 0     | 0     | —              | —              | —              | 10     | 0      | 0      |
| Club Totaal | Club Totaal        | Club Totaal         | 9          | 0          | 0          | 1     | 0     | 0     | 0              | 0              | 0              | 10     | 0      | 0      |
| 2009/10     | → CF Belenenses    | SuperLiga           | 3          | 0          | 0          | 1     | 0     | 0     | —              | —              | —              | 4      | 0      | 0      |
| Club Totaal | Club Totaal        | Club Totaal         | 3          | 0          | 0          | 1     | 0     | 0     | 0              | 0              | 0              | 4      | 0      | 0      |
| 2009/10     | → Aris FC          | Super League        | 9          | 1          | 2          | 3     | 1     | 0     | —              | —              | —              | 12     | 2      | 2      |
| Club Totaal | Club Totaal        | Club Totaal         | 9          | 1          | 2          | 3     | 1     | 0     | 0              | 0              | 0              | 12     | 2      | 2      |
| 2010/11     | → Rizespor         | 1. Lig              | 13         | 4          | 2          | 0     | 0     | 0     | —              | —              | —              | 13     | 4      | 2      |
| Club Totaal | Club Totaal        | Club Totaal         | 13         | 4          | 2          | 0     | 0     | 0     | 0              | 0              | 0              | 13     | 4      | 2      |
| 2011        | Philadelphia Union | Major League Soccer | 13         | 2          | 0          | 0     | 0     | 0     | —              | —              | —              | 13     | 2      | 0      |
| 2012        | Philadelphia Union | Major League Soccer | 24         | 5          | 1          | 4     | 3     | 2     | —              | —              | —              | 28     | 8      | 3      |
| Club Totaal | Club Totaal        | Club Totaal         | 37         | 7          | 1          | 4     | 3     | 2     | 0              | 0              | 0              | 41     | 10     | 3      |
| 2012/13     | → EC Bahia         | Série A             | 2          | 0          | 0          | 0     | 0     | 0     | 2              | 0              | 0              | 4      | 0      | 0      |
| Club Totaal | Club Totaal        | Club Totaal         | 2          | 0          | 0          | 0     | 0     | 0     | 2              | 0              | 0              | 4      | 0      | 0      |
| 2014        | FK Jagodina        | Srpska Liga         | 0          | 0          | 0          | 1     | 0     | 0     | —              | —              | —              | 1      | 0      | 0      |
| Club Totaal | Club Totaal        | Club Totaal         | 0          | 0          | 0          | 1     | 0     | 0     | 0              | 0              | 0              | 1      | 0      | 0      |
| 2015        | KuPS Kuopio        | Veikkausliiga       | 5          | 0          | 0          | 1     | 0     | 0     | —              | —              | —              | 6      | 0      | 0      |
| Club Totaal | Club Totaal        | Club Totaal         | 5          | 0          | 0          | 1     | 0     | 0     | 0              | 0              | 0              | 6      | 0      | 0      |
| 2015        | → KuFu-98          | Ykkönen             | 0          | 0          | 0          | 0     | 0     | 0     | —              | —              | —              | 0      | 0      | 0      |
| Club Totaal | Club Totaal        | Club Totaal         | 0          | 0          | 0          | 0     | 0     | 0     | 0              | 0              | 0              | 0      | 0      | 0      |
| 2015        | Tampa Bay Rowdies  | NASL                | 8          | 0          | 1          | 0     | 0     | 0     | —              | —              | —              | 8      | 0      | 1      |
| 2016        | Tampa Bay Rowdies  | NASL                | 5          | 0          | 0          | 0     | 0     | 0     | —              | —              | —              | 5      | 0      | 0      |
| Club Totaal | Club Totaal        | Club Totaal         | 13         | 0          | 1          | 0     | 0     | 0     | 0              | 0              | 0              | 13     | 0      | 1      |
| 2018        | Las Vegas Lights   | USL                 | 14         | 1          | 1          | 1     | 0     | 0     | —              | —              | —              | 15     | 1      | 1      |
| Club Totaal | Club Totaal        | Club Totaal         | 14         | 1          | 1          | 1     | 0     | 0     | 0              | 0              | 0              | 15     | 1      | 1      |
| TOTAAL      | TOTAAL             | TOTAAL              | 221        | 27         | 17         | 14    | 6     | 2     | 6              | 0              | 0              | 241    | 33     | 19     |